# Chaetogaedia ochriceps
Chaetogaedia ochriceps är en tvåvingeart som först beskrevs av Wulp 1892.  Chaetogaedia ochriceps ingår i släktet Chaetogaedia och familjen parasitflugor. Inga underarter finns listade i Catalogue of Life.